# Spencer Redford
Spencer Redford é uma atriz norte americana, mais conhecida pelo filme Pixel Perfect.

## Carreira
Redford nasceu, em Rochester, um pequeno subúrbio na periferia norte de metro de Detroit, Michigan. Em uma idade jovem, ela começou a dançar na porta de estágio de Deborah. Spencer competiu e ganhou em melhores novos talentos em 2000. Com a representação que recebeu no Showcase, ela registrou vários papéis.
Seus outros créditos na televisão incluem That's So Raven, Even Stevens, Joan of Arcadia, Arrested Development, Judging Amy e The Young and the Restless.
Papel mais recente do Redford foi no filme de 2007 Look.

## Drogas
Spencer teve grandes dificuldades de conseguir papéis por seu problema com anorexia e uso frequente de drogas. Redford começou a ter problemas com drogas ainda aos 17 anos, quando experimentou maconha, até seu vício se evoluir e chegar a cocaína. Nicole Richie deu um depoimento a Brandon Hurst sobre o vício da ex-amiga:

“Nós estavamos no apartamento de Nick [Carter] com Spencer Redford e Melissa [Joan Hart]. Eu,Lindsay, Paris e Nicky [Hilton]. Nick, que ainda não era namorado de Paris, nos apresentou heroína pela primeira vez. Todos nos sentimos perto do céu. Voltamos várias vezes em seu apartamento em Los Angeles, usamos de novo, durante várias vezes,mas com o tempo eu fui me tornando um monstro, viciado, em um corpo doente. Lembro-me de uma vez que estava em uma After-Party com Amanda [Bynes] e Kate [Moss], sentia que iria passar mal se não usasse mais um pouco, Kate me ofereceu para que eu a retribuísse. Fui ao banheiro, amarrei minha blusa no braço como torniquete. Quase morri usando heroína, hoje agradeço por estar viva e ter dois filhos maravilhosos”